# Tom Daschle
Thomas Andrew Daschle (ur. 9 grudnia 1947 w Aberdeen, Dakota Południowa, USA) – amerykański polityk, działacz Partii Demokratycznej.
W latach 1979–1983 reprezentował 1. okręg rodzinnego stanu Dakota Południowa w Izbie Reprezentantów (a od 1983 do 1987 okręg obejmujący cały stan), a następnie przez trzy kadencje zasiadał w Senacie.
Zaliczany do liberalnego skrzydła partii Daschle dwukrotnie pełnił funkcję lidera większości w Senacie:
- Po raz pierwszy od 3 do 20 stycznia 2001, kiedy – w wyniku układu sił 50 demokratów na 50 rozstrzygający głos miał odchodzący wiceprezydent Al Gore
- Po raz drugi od 6 czerwca 2001 do 3 stycznia 2003, kiedy demokraci mieli przewagę 51 do 49, w związku ze zmianą przynależności partyjnej przez senatora Jima Jeffordsa

Ponadto w latach 1995–2001, 2001 oraz 2003–2005 był liderem mniejszości.
Miejsce w Senacie zdobył pokonując urzędującego republikanina Jamesa Abdnora w 1986. W 2004 minimalnie przegrał walkę o czwartą kadencję z byłym kongresmenem Johnem Thunem. Na stanowisko lidera demokratów w izbie wyższej Kongresu zastąpił go Harry Reid z Nevady.
Po odejściu z Senatu Daschle został jednym z najwcześniejszych zwolenników kandydatury senatora Baracka Obamy na prezydenta. Po zwycięstwie w wyborach Obama ogłosił, iż Daschle obejmie urząd sekretarza zdrowia i opieki społecznej w jego gabinecie. Jednak na początku lutego 2009 Daschle zrezygnował z ubiegania się o to stanowisko ze względu na ujawnione zaległości podatkowe w wysokości 130 tys. USD i opory w Kongresie przeciwko jego kandydaturze.